# Anna Mehlig-Falk
Anna Mehlig-Falk (Stuttgart, 11 de juliol de 1846 - Anvers, 1928) fou una pianista deixebla de Franz Liszt, Anton Brucknner i Liebert.
Va fer concerts per Europa i també als Estats Units. El 1973, després d'una gira per aquell país, es va casar amb un comerciant d'Anvers, va retirar-se de la música professional i va residir a Bèlgica fins a la seva mort.